# Cat Sìth

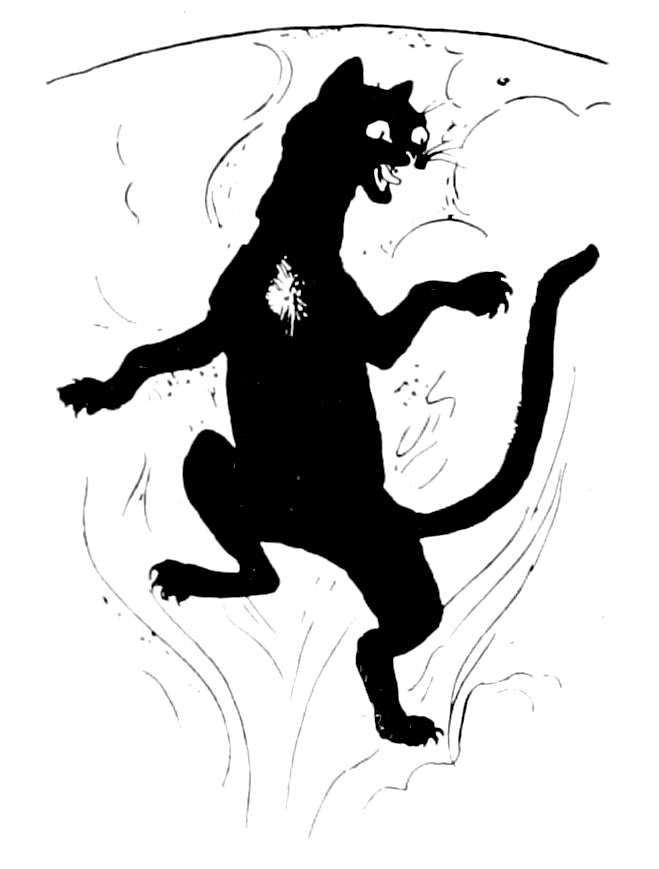

Il Cat Sìth (in gaelico scozzese cait-sìth, in irlandese cat sí o Cait Sidhe, ovvero "gatto fatato") è una creatura della mitologia celtica. Essa ricorda in tutto e per tutto un gatto nero, ma possiede poteri magico-demoniaci ed è spesso di grandi dimensioni.
Presente soprattutto nel folklore della Scozia e dell'Irlanda, il Cat Sìth è considerato un'entità malvagia e foriera di sventura, tuttavia evocabile per ottenere desideri e favori. Ritenuto per molto tempo come totalmente immaginario, nel XXI secolo si è cominciato a ritenere che la figura del Cat Sìth sia in realtà una reinterpretazione popolare di alcune sottospecie feline di grandi dimensioni come il gatto di Kellas e il gatto selvatico scozzese, un tempo ampiamente diffuse in Gran Bretagna ma adesso ridotte a popolare poche aree della Scozia.

## Descrizione
Il Cat Sìth si presenta di solito come un'enorme gatto nero, spesso con una macchia di pelo bianco nel petto. In realtà questa è una forma di comodo, atta a nascondere il vero aspetto fantastico della creatura, che quando non vista preferirebbe camminare eretta a due zampe. Ha di solito una natura malevola, ed è per questo odiata e temuta. Tuttavia, tramite l'esecuzione del Tagheim, un complesso e violento rituale di quattro giorni che prevede il rogo continuo di numerosi gatti vivi, è possibile evocarla per esprimere un desiderio, che verrà immancabilmente esaudito, costando tuttavia al suo beneficiario la dannazione eterna.
Era inoltre una credenza diffusa che il Cat Sìth fosse solito impadronirsi delle anime delle persone morte da poco, per questo si tentava di proteggere le salme prima della sepoltura con vari metodi, come ad esempio una prolungata veglia funebre sul corpo del defunto (feille fadalach), lo spegnimento di tutti i fuochi della casa oppure creando delle distrazioni come incontri di pugilato e gare di indovinelli, a cui il Cat Sìth per la propria natura curiosa non avrebbe saputo sottrarsi. Durante la festa di Samhain era inoltre consuetudine lasciare un piattino con del latte fuori dalla porta di casa così da placare il Cat Sìth, che come ringraziamento avrebbe lasciato dei piccoli doni oppure, in assenza del tributo, avrebbe lanciato una maledizione.
Alcune leggende legano la figura del Cat Sìth a quella della strega, affermando che essa possa mutare forma e trasformarsi in felino per otto volte. Trasformandosi in gatto una nona volta il processo non sarebbe più reversibile, condannando così la strega a rimanere un Cat Sìth per sempre; da questa leggenda deriverebbe la credenza popolare che i gatti posseggano nove vite.

## Leggende
Esistono numerose leggende legate esplicitamente alla figura del Cat Sìth o che comunque la richiamano. In una di essere ambientata nel VI secolo, il poeta irlandese Senchan criticò aspramente i gatti del suo regno perché non in grado di cacciare i topi, facendo così infuriare il loro re Irusian, che comparve per trascinarlo con sé ed ucciderlo, venendo tuttavia fermato da san Kieran, che lo scacciò nonostante le rimostranze del poeta, che avrebbe voluto affrontare il sovrano dei felini in una gara d'insulti.
In una popolare fiaba ottocentesca, The King o' the Cats ("Il Re dei Gatti"), un sagrestano (in altre versioni un semplice contadino) che rientra dal cimitero incontra una processione di gatti che trasportano una bara. Rientrato a casa, egli racconta tutto alla moglie, e il loro gatto, che ha ascoltato la storia, all'improvviso esclama: «Il Vecchio Tim è morto? Allora sono io il re dei Gatti!», per poi sparire risalendo il camino, insinuando quindi che si trattasse in realtà di un Cat Sìth.

## Origine
In tempi recenti si è ipotizzato che il Cat Sìth derivi in realtà dalla mitizzazione di specie feline caratteristiche della Scozia, come il gatto selvatico scozzese e il gatto di Kellas, quest'ultimo di aspetto quasi identico alla sua controparte leggendaria. La natura feroce e la spiccata territorialità di queste specie avrebbero indotto gli abitanti a ritenerle creature demoniache, facendo così nascere la leggenda del Cat Sìth.
Oggi i gatti selvatici scozzesi sono molto meno numerosi che in passato, tanto da essere considerati a rischio estinzione, con una popolazione residua di poche centinaia di individui in tutta la Scozia.